# Het Verscholen Dorp

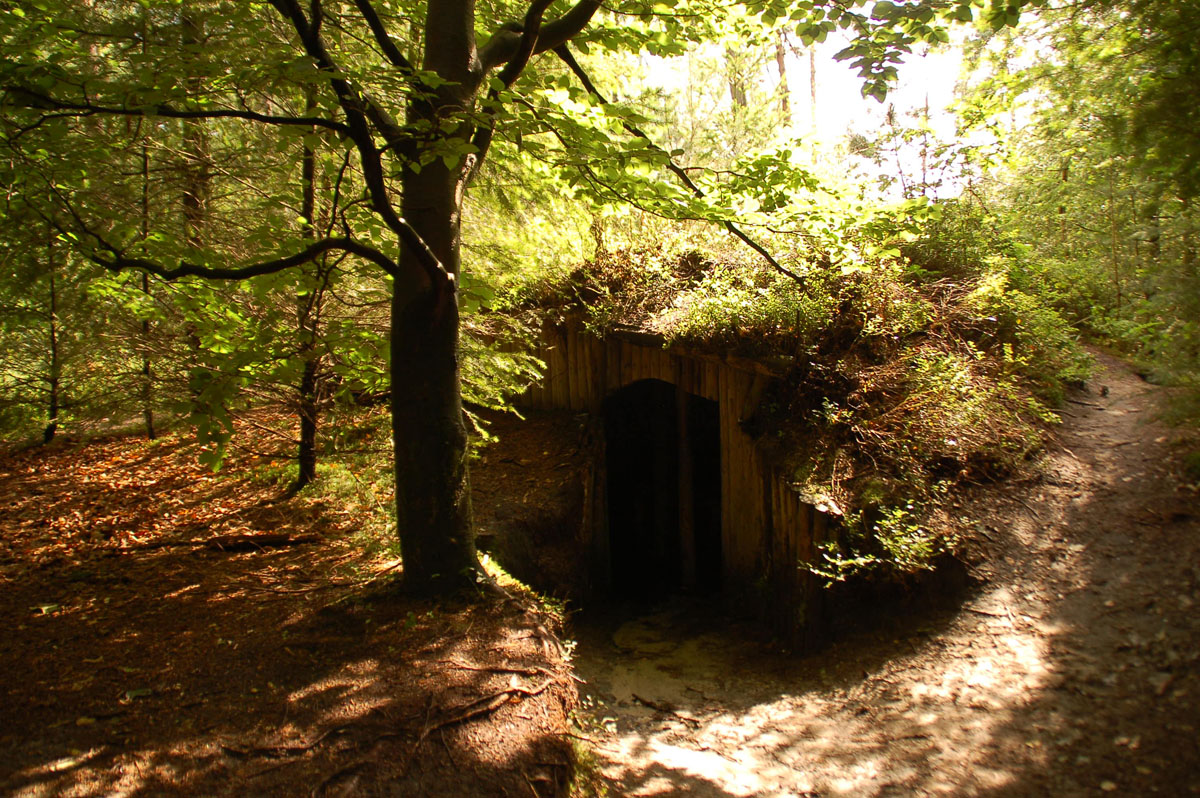
Een nagebouwde hut

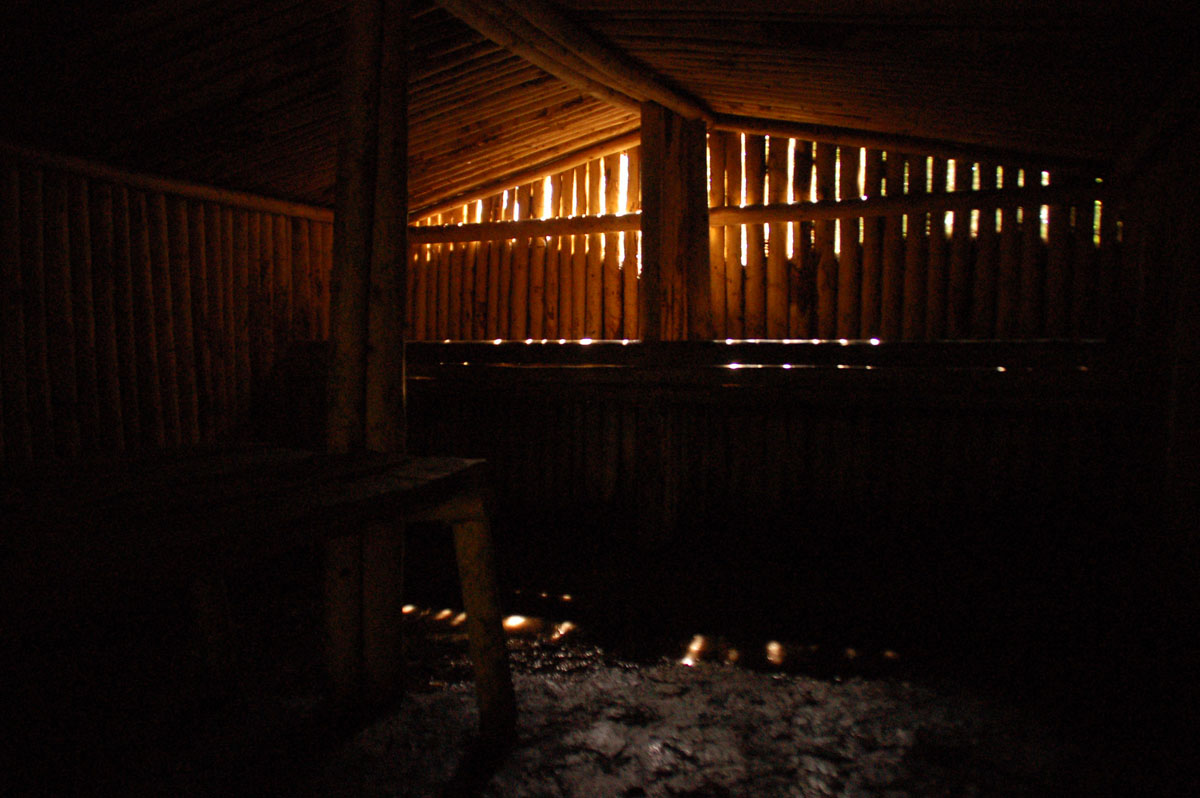
Blik op het binnenste van de hut

Het Verscholen Dorp, ook wel genoemd het Geheime Dorp of het Pas Op kamp, was een schuilplaats voor onderduikers in de bossen in het zuiden van de gemeente Nunspeet, tussen het dorp en Vierhouten, in de Nederlandse provincie Gelderland. Het bevindt zich aan de Pas-Opweg.
Het dorp werd in de Tweede Wereldoorlog tussen februari 1943 en oktober 1944 bewoond door onderduikers, waaronder vluchtelingen uit het doorgangskamp in Amersfoort, jonge mannen van de arbeidsinzet, joodse families en gestrande piloten. De bekendste bewoner was Godfried Bomans. Gemiddeld waren er per dag tachtig tot honderd onderduikers te vinden. In vier bosvakken waren "arbeidsketen, een houten huis, een barak, een blokhut van dennenstammen, hutten van Dempo-platen en strogedaakte houten huisjes" gebouwd door een lokale aannemer, sommige voorzien van gasfornuis op butagas en waterpompen. Nu staan er nog drie nagebouwde hutten.
Het kamp was een initiatief van mr Edouard Henri von Baumhauer uit Vierhouten, het Nunspeter echtpaar Dionisius Dirk Bakker (“opa Bakker”) en Cornelia Johanna Bakker-van Rheenen (“tante Cor”) en de verzetsstrijders Andries Lenstra, Gerben Lenstra en Theo Stevens.
Een gewonde Britse piloot had door een kogelwond zodanige koorts, dat zijn leven in gevaar kwam. Via de zender werd aan Engeland gevraagd het in Nederland nog onbekende penicilline te laten droppen op het nabij gelegen Rummy III, waarmee de piloot kon worden behandeld.
Eind oktober 1944 werd het dorp ontdekt door twee SS'ers of twee Landstormers die aan het jagen waren. Acht van de 86 werden gevangengenomen en op een later tijdstip gefusilleerd, zes personen werden aan de Tongerenseweg gefusilleerd en twee onderaan de heuvel bij kamphuis de Paasheuvel. De rest wist te ontkomen.
Ter herinnering aan de gefusilleerde onderduikers is in 1995 een gedenksteen aan de Tongerenseweg geplaatst. Deze duidt ongeveer de plek aan waar het drama zich heeft afgespeeld. Nabij de hutten aan de Pas-Opweg is sinds 1970 een grote kei met inscriptie ter herinnering aan het kamp geplaatst.
In de receptie van hotel De Vossenberg in Vierhouten is een expositie ingericht over het Verscholen Dorp. Over het Verscholen Dorp zijn diverse boeken geschreven, waaronder de roman Het geheime dorp (1947) van H.J. van Nijnatten-Doffegnies, en de Engelse roman The Hidden Village (2017) van de in Rijswijk geboren schrijfster Imogen Matthews.